# Unona rigida
Unona rigida är en kirimojaväxtart som beskrevs av Alexander Zippelius och Johan Baptist Spanoghe. Unona rigida ingår i släktet Unona och familjen kirimojaväxter. Inga underarter finns listade i Catalogue of Life.